# Marita van der Poest Clement
Emilia Marita van der Poest Clement (Baarn, 12 augustus 1928) is een Nederlands schilderes, etsster en beeldhouwster.
Marita is de dochter van kandidaat-notaris mr. Johan Christiaan van der Poest Clement (1897-1987) en Edwarda Adriana Ludolphina Tetterode (1900-1985). Na een tijd in Den Haag te hebben gewerkt, vertrok zij op 1 oktober 1949 naar Parijs.
Ze werkt met hout, beton, aquarel, ijzer, zink, brons en roestvrij staal. Haar onderwerpen vindt ze in de natuur, menselijke vormen en in de muziek. Tot haar leermeesters behoorden Ossip Zadkine en Stanley Hayter. In 1970 werd ze lid van het Parijse Syndicat National des Sculpteurs et Plasticiens (SNSP). Ze werkte in het Parijse Atelier 17.

In 1956 had ze haar eerste tentoonstelling in Salon de la Jeune Sculpture Paris. Vanaf de zeventiger jaren waren er regelmatig exposities in Salon des Réalités Nouvelles Paris. In 2003 was haar werk te zien op de tentoonstelling Chez Zadkine: Zadkine en zijn Nederlandse leerlingen in het Singer Museum in Laren.
- KulturNav: d74f9ce3-d811-4a5e-8f3d-a1d5813820db
- RKD-Nederlands Instituut voor Kunstgeschiedenis: 63981